# Bānapur
Bānapur är en ort i Indien.   Den ligger i distriktet Khordha och delstaten Odisha, i den östra delen av landet, 1 300 km sydost om huvudstaden New Delhi. Bānapur ligger 23 meter över havet och antalet invånare är 17 499.
Terrängen runt Bānapur är kuperad åt nordväst, men åt sydost är den platt. Terrängen runt Bānapur sluttar österut. Runt Bānapur är det tätbefolkat, med 427 invånare per kvadratkilometer. Det finns inga andra samhällen i närheten. Trakten runt Bānapur består till största delen av jordbruksmark.